# Elvi Svendsen
Elvi Johanne Svendsen, nach Heirat Elvi Johanne Carlsen (* 28. Januar 1920 in Kopenhagen; † 7. Februar 2013 in Gladsaxe Kommune), war eine dänische Schwimmerin, die 1947 Europameisterin wurde.

## Sportliche Karriere
Svendsen nahm 1936 erstmals an olympischen Schwimmwettbewerben teil. Über 100 Meter Freistil schied sie als Vierte ihres Vorlaufs aus. Die dänische 4-mal-100-Meter-Freistilstaffel mit Eva Arndt, Tove Brunnstrøm Madsen, Ragnhild Hveger und Elvi Svendsen erreichte das Finale und belegte dort den siebten und letzten Platz. Am 8. Februar 1938 stellten Elvi Svendsen, Gunvor Kraft, Birte Ove-Petersen und Ragnhild Hveger einen neuen Weltrekord in der Freistilstaffel auf. Diese Bestleistung wurde ein halbes Jahr später von Eva Arndt, Gunvor Kraft, Birte Ove-Petersen und Ragnhild Hveger unterboten, die kurz darauf auch den Titel bei den Europameisterschaften in London gewannen.
Nach dem Ende des Zweiten Weltkriegs fanden 1947 die Europameisterschaften in Monte Carlo statt. Die dänische Freistilstaffel mit Elvi Svendsen, Karen Harup, Greta Andersen und Fritze Nathansen gewann den Titel vor den Niederländerinnen und den Britinnen. Im Jahr darauf qualifizierte sich bei den Olympischen Spielen in London die dänische Freistilstaffel in der Besetzung Eva Riise(-Arndt), Elvi Svendsen, Fritze Carstensen(-Nathansen) und Greta Andersen mit der hinter den Niederländerinnen zweitschnellsten Vorlaufzeit für den olympischen Endlauf. Im Finale schwammen Eva Riise, Karen Harup, Greta Andersen und Fritze Carstensen fast vier Sekunden schneller als die Vorlaufstaffel und belegten den zweiten Platz hinter der Staffel aus den Vereinigten Staaten und vor den Niederländerinnen. Gemäß den bis 1980 gültigen Regeln erhielt Svendsen für ihren Vorlaufeinsatz keine olympische Medaille.
Elvi Svendsens Schwägerin Inger Carlsen schwamm ebenfalls bei den Olympischen Spielen 1936, deren Vater und Elvis Schwiegervater Carl Carlsen hatte bereits als Ringer an Olympischen Spielen teilgenommen.